# Isaia Ghiron
Isaia Ghiron (Casale Monferrato, 17 dicembre 1837 – Milano, 18 luglio 1889) è stato un bibliotecario e numismatico italiano.
Fu prefetto della Biblioteca Nazionale Braidense.

## Biografia
Nasce da Elia Vita e da Rosa Sacerdote, due esponenti della locale comunità israelitica. 
Intraprende gli studi universitari dapprima a Torino e poi a Napoli Nel 1859 prende parte alla Seconda guerra d'indipendenza; quindi diviene membro dei gabinetti dei ministri della Pubblica Istruzione Pasquale Stanislao Mancini, Carlo Matteucci e Michele Amari. 
Sotto la spinta di Amari intraprende gli studi orientali, concentrandosi sull'epigrafia e sulla numismatica arabe.
Nel 1874 fonda la Rivista italiana di scienze, lettere ed arti, di cui è il primo direttore. Quindi è uno dei soci fondatori della Società storica lombarda di cui ricopre il ruolo di segretario negli anni 1877-81. 
Come bibliotecario Ghiron inizia a lavorare nel 1865 alla Biblioteca nazionale di Brera a Milano, nel 1882 è a Roma alla Biblioteca nazionale Vittorio Emanuele II e nel 1884 è inviato da M. Coppino a dirigere la Braidense, incarico che ricopre fino alla morte nel 1889 e dove nel giugno del 1892 gli fu dedicato un busto.
Come numismatico approfondisce lo studio della numismatica islamica, pubblicando alcuni lavori sulle monete islamiche del Gabinetto numismatico di Milano. Nel 1888 è uno dei componenti della redazione della Rivista italiana di numismatica.

## Pubblicazioni
- Le iscrizioni arabe della Reale armeria di Torino, Torino, 1868
- Monete omeiade e A'bbâside: del Gabinetto Numismatico di Milano. Milano, 1872
- Il primo re d'Italia, Milano, 1878
- Vita di Vittorio Emanuele II, Milano, 1882
- Monete arabiche del Gabinetto Numismatico di Milano. Milano, 1878
- Il valore italiano: storia dei fatti d'armi e atti di valore.

### Curatele
- Diario di Nicola Roncalli, con Raffaele Ambrosi De Magistris. Roma, 1884